# دوغ بارنت
دوغ بارنت (بالإنجليزية: Doug Barnett) هو لاعب كرة قدم أمريكية أمريكي، ولد في 12 أبريل 1960 في مونتيبيلو في الولايات المتحدة.

## وصلات خارجية
- دوغ بارنت على موقع مرجع كرة القدم المحترفة.كوم (الإنجليزية)